# イタブーナ
イタブーナ（ポルトガル語: Itabuna）は、ブラジルのバイーア州にある都市。人口は21万3685人（2020年）。

## 概要
州都サルヴァドール、フェイラ・デ・サンタナ、ヴィトリア・ダ・コンキスタ、イリェウスに次ぐ州第五の都市となっている。

## 歴史
- 1910年 - イリェウスから分離した。
- 1978年 - ローマ・カトリックの教区が置かれた。
- 2021年12月 - 数週間にわたる長雨のため上流でダムが決壊。市内が水没し、浸水した市街地で家に閉じ込められた人々を消防隊が救出する事態となった[2]。

## 経済
イタブーナはイレウスと共に地域の商業・工業・サービス業の中核を成している。この地位はココア栽培の黄金時代に獲得した。肥沃な土壌によって国内第二のココア産地になり、主に欧米に輸出されている。しかし Moniliophthora perniciosa というホウライタケ科の菌類の大量発生によりてんぐ巣病が流行り、地元経済に深刻な影響が出たことから近年は経済活動の多角化を迫られている。
BR-101高速道路が通ることから、州の交通の要衝にもなっている。

## 著名な出身者
- ジョルジェ・アマード - 文学者